# Typhlocybella minima
Typhlocybella minima är en insektsart som beskrevs av Baker 1903. Typhlocybella minima ingår i släktet Typhlocybella och familjen dvärgstritar. Inga underarter finns listade i Catalogue of Life.